# Georgië op de Olympische Zomerspelen 2000
Georgië nam deel aan de Olympische Zomerspelen 2000 in Sydney, Australië. Het was de tweede deelname en er werden zes bronzen medailles gewonnen.

## Medailleoverzicht
| Sport         | Olympiër              | Discipline               | Medaille |
| ------------- | --------------------- | ------------------------ | -------- |
| Boksen        | Vladimir Tsjantoeria  | -91kg (m)                | Brons    |
| Gewichtheffen | Giorgi Asanidze       | -85kg (m)                | Brons    |
| Judo          | Giorgi Vazagasjvili   | -66kg (m)                | Brons    |
| Worstelen     | Akaki Tsjatsjoea      | -63kg Grieks-Romeins (m) | Brons    |
| Worstelen     | Moechran Vachtangadze | -85kg Grieks-Romeins (m) | Brons    |
| Worstelen     | Eldari Koertanidze    | -97kg vrije stijl (m)    | Brons    |

## Deelnemers en resultaten per onderdeel

### Atletiek
| Olympiër         | Onderdeel | Resultaat | Prestatie              |
| ---------------- | --------- | --------- | ---------------------- |
| Roeslan Roesidze | 100m (m)  | 71e       | serie 10: 7de in 10,70 |
|                  |           |           |                        |
| Tamara Sjanidze  | 100m (v)  | 67e       | serie 7: 8ste in 12,56 |

### Boksen
| Olympiër               | Onderdeel | Resultaat | Prestatie |
| ---------------------- | --------- | --------- | --- |
| Teimoeraz Choertsilava | -54kg (m) | 9e        | 1ste ronde: W van ARM Ramazjan: 12-9 2de ronde: V van RUS Malachbekov: 7-13                                                                                           |
| Vladimir Tsjantoeria   | +91kg (m) | Brons     | 1ste ronde: vrij 2de ronde: W van EGY Mahmoud: (wedstrijd gestopt door scheidsrechter) kwartfinale: W van UZB Sjagajev: 18-13 halve finale: V van RUS Ibragimov: 4-19 |

### Boogschieten
| Olympiër                                                                      | Onderdeel       | Resultaat | Prestatie                                                                        |
| ----------------------------------------------------------------------------- | --------------- | --------- | -------------------------------------------------------------------------------- |
| Chatoena Poetkaradze-Narimanidze                                              | individueel (v) | 34e       | plaatsingsronde: 38ste met 623 punten 1ste ronde: V van AUS Fairweather: 158-166 |
| Chatoena Kvrivisjvili-Lorig                                                   | individueel (v) | 46e       | plaatsingsronde: 33ste met 627 punten 1ste ronde: V van AUS Jennison: 151-160    |
| Asmat Diasamidze                                                              | individueel (v) | 60e       | plaatsingsronde: 53ste met 612 punten 1ste ronde: V van TPE Lin: 140-158         |
| Chatoena Poetkaradze-Narimanidze Chatoena Kvrivisjvili-Lorig Asmat Diasamidze | team (v)        | 12e       | plaatsingsronde: 12de met 1862 punten (12e) 1ste ronde: V van Duitsland: 216-231 |

### Gewichtheffen
| Olympiër        | Onderdeel  | Resultaat | Prestatie                                                    |
| --------------- | ---------- | --------- | ------------------------------------------------------------ |
| Giorgi Asanidze | -85kg (m)  | Brons     | trekken: 1ste met 180kg stoten: 4de met 210kg totaal: 390kg  |
| Mukhran Gogia   | -105kg (m) | DNF       | trekken: geen geldige poging                                 |
| Valeri Sarava   | +105kg (m) | 16e       | trekken: 18de met 170kg stoten: 15de met 215kg totaal: 385kg |

### Gymnastiek
| Olympiër         | Onderdeel                | Resultaat | Prestatie                                                     |
| Ritmisch         | Ritmisch                 | Ritmisch  | Ritmisch                                                      |
| ---------------- | ------------------------ | --------- | ------------------------------------------------------------- |
| Inga Tavdishvili | individueel (v)          | 21e       | kwalificatie: 21ste met 38,082 punten                         |
| Trampoline       |                          |           |                                                               |
| Rusudan Khoperia | trampoline (v)           | 7e        | kwalificatie: 6de met 62,3 punten finale: 7de met 34,1 punten |
| Turnen           |                          |           |                                                               |
| Ilia Giorgadze   | meerkamp individueel (m) | 37e       | kwalificatie: 12de met 56,948 punten                          |

### Judo
| Olympiër               | Onderdeel  | Resultaat | Prestatie |
| ---------------------- | ---------- | --------- | --- |
| Nestor Khergiani       | -60kg (m)  | 9e        | 1ste ronde: V van KOR Jung: ippon herkansingen: W van MGL Narmandakh: ippon herkansingen 2: V van KAZ Donbay: waza-ari |
| Giorgi Vazagashvili    | -66kg (m)  | Brons     | 1ste ronde: W van CUB Arencibia: ippon 2de ronde: W van POR Caravana: ippon kwartfinale: V van ITA Giovinazzo: ippon herkansingen: W van BRA Guimaraes: ippon herkansingen 2: W van KOR Han: ippon bronzen finale: W van NED van Kalken: waza-ari |
| Giorgi Revazishvili    | -73kg (m)  | 22e       | 1ste ronde: vrij 2de ronde: V van UZB Shturbabin: ippon |
| Georgi Gugava          | -90kg (m)  | 21e       | 1ste ronde: V van RUS Mozorov: ippon |
| Iveri Jikurauli        | -100kg (m) | 7e        | 1ste ronde: W van TPE Yen: ippon 2de ronde: W van ROU Ivan: ippon kwartfinale: V van CAN Gill: yuko herkansingen: W van NED Sonnemans: waza-ari herkansingen 2: V van RUS Styopkin: ippon                                                         |
| Alexander Davitashvili | +100kg (m) | 21e       | 1ste ronde: V van TUR Tataroğlu: yuko |

### Schietsport
| Olympiër         | Onderdeel            | Resultaat | Prestatie                                        |
| ---------------- | -------------------- | --------- | ------------------------------------------------ |
| Nino Saloekvadze | 25m pistool (v)      | 11e       | kwalificatie: 11de met 579 punten (290-289)      |
| Nino Uchadze     | 25m pistool (v)      | 33e       | kwalificatie: 33ste met 576 punten (282-285)     |
| Nino Saloekvadze | 10m luchtpistool (v) | 25e       | kwalificatie: 25ste met 376 punten (94-94-95-93) |
| Nino Uchadze     | 10m luchtpistool (v) | 28e       | kwalificatie: 28ste met 375 punten (95-93-94-93) |

### Schoonspringen
| Olympiër        | Onderdeel     | Resultaat | Prestatie                          |
| --------------- | ------------- | --------- | ---------------------------------- |
| Nana Nebieridze | 10m toren (v) | 26e       | voorronde: 26ste met 252,09 punten |

### Worstelen
| Olympiër              | Onderdeel   | Resultaat   | Prestatie |
| Vrije stijl           | Vrije stijl | Vrije stijl | Vrije stijl |
| --------------------- | ----------- | ----------- | --- |
| David Pogosian        | -58kg (m)   | 5e          | groep 3: 1ste W van PRK Ri: 2-1 W van SVK Fasanek: 5-1 kwartfinale: V van USA Brands: 2-4 5-6de plek: V van MGL Pürevbaatar: 0-6                                                         |
| Otar Tushishvili      | -63kg (m)   | 15e         | groep 2: 3de V van CUB Ortiz: 1-5 V van JPN Miyata: 3-4 |
| Emzar Bedineishvili   | -69kg (m)   | 17e         | groep 1: 3de V van IRI Tavakkolian: 4-5 V van CAN Igali: 0-3 |
| Guram Mchedlidze      | -76kg (m)   | 13e         | groep 4: 2de W van HUN Ritter: 2-0 V van TUR Bereket: 0-3 |
| Eldar Kurtanidze      | -97kg (m)   | Brons       | groep 1: 1ste W van LTU Pauliukonis: 11-1 W van GER Sabejew: 3-1 kwartfinale: W van IRI Heidari: 1-0 halve finale: V van RUS Murtazaliev: 1-3 bronzen finale: W van POL Garmulewicz: 4-1 |
| Alex Modebadze        | -130kg (m)  | 10e         | groep 6: 2de W van GRE Topalidis: 5-0 V van IRI Jadidi: 0-4 |
| Grieks-Romeins        |             |             | |
| Aleksandr Tsertsvadze | -54kg (m)   | 15e         | groep 1: 2de V van GER Ter-Mkrtychyan: 0-5 W van FIN Katajisto: 4-2 |
| Koba Guliashvili      | -58kg (m)   | 14e         | groep 2: 2de W van HUN Majoros: 3-0 V van IRI Ashkani: 0-7 |
| Akaki Chachua         | -63kg (m)   | Brons       | groep 3: 1ste W van CHN Yi: 11-0 W van ARM Galstyan: 6-5 kwartfinale: W van UZB Kurbanov: 3-2 halve finale: V van RUS Samurgasbev: 4-7 bronzen finale: W van SUI Motzer: 6-2             |
| Tarieli Melelashvili  | -76kg (m)   | 8e          | groep 6: 2de V van USA Lindland: 0-3 W van UZB Erogaylov: 4-0 V van ALG Slila |
| Mukhran Vakhtangadze  | -85kg (m)   | Brons       | groep 4: 1ste W van EST Proovel: 6-4 W van KGZ Sanatbayev: 2-1 kwartfinale: W van BLR Tsilent: 6-5 halve finale: V van TUR Yerlikaya: 0-3 bronzen finale: W van NOR Aanes: 4-0           |
| Gennady Chkhaidze     | -97kg (m)   | 5e          | groep 4: 1ste W van POL Wronski: 2-0 W van TUR Basar: 4-2 kwartfinale: V van USA Lowney: 0-2 5-6de plek: W van KAZ Matviyenko: 1-1                                                       |
| Koba Guliashvili      | -130kg (m)  | 20e         | groep 2: 3de V van BLR Debelka: 0-3 V van SWE Bengtsson: 0-4 |

### Zwemmen
| Olympiër       | Onderdeel          | Resultaat | Prestatie             |
| -------------- | ------------------ | --------- | --------------------- |
| Zoerab Beridze | 50m vrije slag (m) | 54e       | serie 3: 3de in 24,28 |

Albanië · Algerije · Amerikaanse Maagdeneilanden · Amerikaans-Samoa · Andorra · Angola · Antigua en Barbuda · Argentinië · Armenië · Aruba · Australië · Azerbeidzjan · Bahama's · Bahrein · Bangladesh · Barbados · België · Belize · Benin · Bermuda · Bhutan · Bolivia · Bosnië en Herzegovina · Botswana · Brazilië · Britse Maagdeneilanden · Brunei · Bulgarije · Burkina Faso · Burundi · Cambodja · Canada · Centraal-Afrikaanse Republiek · Chili · China · Chinees Taipei · Colombia · Comoren · Congo-Brazzaville · Congo-Kinshasa · Cookeilanden · Costa Rica · Cuba · Cyprus · Denemarken · Djibouti · Dominica · Dominicaanse Republiek · Duitsland · Ecuador · Egypte · El Salvador · Equatoriaal-Guinea · Eritrea · Estland · Ethiopië · Fiji · Filipijnen · Finland · Frankrijk · Gabon · Gambia · Georgië · Ghana · Grenada · Griekenland · Groot-Brittannië · Guam · Guatemala · Guinee · Guinee‑Bissau · Guyana · Haïti · Honduras · Hongarije · Hongkong · Ierland · IJsland · India · Indonesië · Irak · Iran · Israël · Italië · Ivoorkust · Jamaica · Japan · Jemen · Joegoslavië · Jordanië · Kaaimaneilanden · Kaapverdië · Kameroen · Kazachstan · Kenia · Kirgizië · Koeweit · Kroatië · Laos · Lesotho · Letland · Libanon · Liberia · Libië · Liechtenstein · Litouwen · Luxemburg · Macedonië · Madagaskar · Malawi · Malediven · Maleisië · Mali · Malta · Marokko · Mauritanië · Mauritius · Mexico · Micronesië · Moldavië · Monaco · Mongolië · Mozambique · Myanmar · Namibië · Nauru · Nederland · Nederlandse Antillen · Nepal · Nicaragua · Nieuw-Zeeland · Niger · Nigeria · Noord-Korea · Noorwegen · Oeganda · Oekraïne · Oezbekistan · Oman · Oostenrijk · Pakistan · Palau · Palestina · Panama · Papoea-Nieuw-Guinea · Paraguay · Peru · Polen · Portugal · Puerto Rico · Qatar · Roemenië · Rusland · Rwanda · Saint Kitts en Nevis · Saint Lucia · Saint Vincent en Grenadines · Salomonseilanden · Samoa · San Marino ·  Sao Tomé en Principe · Saoedi-Arabië · Senegal · Seychellen · Sierra Leone · Singapore · Slovenië · Slowakije · Soedan · Somalië · Spanje · Sri Lanka · Suriname · Swaziland · Syrië · Tadzjikistan · Tanzania · Thailand · Togo · Tonga · Trinidad en Tobago · Tsjaad · Tsjechië · Tunesië · Turkije · Turkmenistan · Uruguay · Vanuatu · Venezuela · Verenigde Arabische Emiraten · Verenigde Staten · Vietnam · Wit-Rusland · Zambia · Zimbabwe · Zuid-Afrika · Zuid-Korea · Zweden · Zwitserland · Individuele olympische atleten